# کیریندیولپولا
کیریندیولپولا (به لاتین: Kirindiwelpola) یک منطقهٔ مسکونی در سری‌لانکا است که در استان مرکزی (سری‌لانکا) واقع شده‌است.